# A Legacy of Horror, Gore and Sickness
A Legacy of Horror, Gore and Sickness är det amerikanska death metal-bandet Necrophagias första samlingsalbum. Albumet gavs ut november 2000 av skivbolaget Baphomet Records.

## Låtförteckning
1. "World Funeral" – 3:35
2. "Lust of the Naked Dead" – 3:54
3. "Hemorage" – 2:30
4. "Ready for Death" – 2:56
5. "Ancient Slumber" – 4:32
6. "Black Apparition" – 7:23
7. "Blood Thirst" – 3:13
8. "Mental Decay" – 4:01
9. "Communion of Death" – 4:00
10. "Return to Life" – 1:53
11. "Witchcraft" – 2:43
12. "Autopsy of the Living Dead" – 2:46
13. "Death Is Fun" – 1:22
14. "Communion of Death" – 3:21
15. "Insane for Blood" – 2:08
16. "Rise from the Crypt" – 3:27
17. "Kill..." – 3:17
18. "Chainsaw Lust" – 1:10
19. "Demonic Possession" – 2:44

- Spår 1–11 tagna från Ready for Death (demo/"officiell bootleg" inspelad januari 1986 i Peppermint Studios)
- Spår 12–15 tagna från Death Is Fun (demo inspelad maj 1984 i Peppermint Studios)
- Spår 16–19 tagna från Rise from the Crypt (demo inspelad november 1984 i Peppemint Studios)

## Produktion
- Killjoy (Frank Pucci) – producent
- Mike Riddick – omslagskonst
- Patrick Tremblay – omslagskonst